# بوکوفسکیئیت
بوکوفسکیئیت  (به انگلیسی: Bukovskyite) با فرمول شیمیایی Fe3+ 2 [OH-SO4-AsO4].7H2O از مجموعه کانی هاست و از نام A.Bukovsky شیمیدان چک اخذ شده‌است. Fe2O۳:۳۲٫۶۱٪ SO۳:۱۶٫۳۴٪ As2O۵:۲۳٫۴۶٪ H2O:۲۷٫۵۹٪ از نظر شکل بلور: خوشه جواهری- رشته ای، رنگ: زرد روشن - نارنجی - خاکستری سبز، شفافیت: غیر شفاف - نیمه شفاف، شکستگی: نامنظم - خشن، سیستم تبلور: مونوکلینیک و در رده‌بندی بورات است همچنین خاصیت مغناطیسی ندارد و منشأ تشکیل آن ثانوی است.
همایند کانی‌شناسی (پارانژ) آن سختی - محتوای ارسنیکدلواکسیت - دیادوکیت- ژیپس- آرسنوپیریت- لیمونیت است
، از نظر ژیزمان آگرگات میکروکریستالین کمیاب است و بیشتر در چک اسلواکی یافت می‌شود.